# Aalborg Heroes Arena
Aalborg Heroes Arena er en dansk skaterhockeybane, der ligger i Nordjylland Aalborg. Banen har været hjemmebane for de to klubber Aalborg Heroes og Aalborg Aces siden 2012.
Aalborg Heroes Arena påbegyndte opførelsen i 2007, hvorefter Aalborg Aces tog banen i brug i 2012.
Banenens underlag er beton, hvor banderne er lavet af træ, med tilhørende plexiglas.
Arenaen har ingen siddepladser, men en kapacitet på 200 stående tilskuere, der kan stå rundt om banen.
| Sport | Spire Denne artikel om sport er en spire som bør udbygges. Du er velkommen til at hjælpe Wikipedia ved at udvide den. |